# 威托德·皮雷茨基
（波兰语：Witold Pilecki，1901年5月13日—1948年5月25日）是波兰第二共和国的一名士兵，曾在骑兵队伍中任上尉，此外還是情報人員和奧斯維辛集中營的抵抗領袖。二战中，皮雷茨基刻意被德軍逮捕並送進奧斯威辛集中营，在艱險的集中營裡建立地下組織，透過互助網絡為營中伙伴爭取生存機會，並撰写了威托德報告，将奥斯威辛集中营的大屠杀系统的进行记录，并以此向盟军说服納粹大屠殺真实存在，這份報告后成為盟军评估奧斯維辛的重要资料。
皮雷茨基生于卡累利阿，由于当地人支持1863年的一月起義，他的祖父一家被俄国当局强制迁徙至了波兰。皮雷茨基长大后参与了波苏战争和第二次世界大战。1939年11月，皮雷茨基在纳粹德国占领下的波兰建立了波兰秘密武装，随后又加入了波兰家乡军以对抗纳粹的统治。
1940年9月，皮雷茨基志愿执行渗透奥斯维辛集中营的秘密任务。在奥斯维辛集中营内，数百人参与了他組織的抵抗運動，他甚至设法秘密地向盟军發送了納粹集中营内暴行的訊息。1943年4月，在集中营内待了两年半后，他设法逃出了集中营。
1944年10月，皮雷茨基又参与了华沙起义。即便在共产主义政权取得了波兰的控制之后，他依然忠于伦敦的波蘭流亡政府。1947年，他因忠于伦敦的波蘭流亡政府，被认为是“效忠境外帝国主义”被秘密警察逮捕，并于1948年在摆样子公审后被处决。
波兰共产党执政时期，有关皮雷茨基的訊息——包括他的贡献以及他最后的下落曾长期被禁止谈论及传播。波共倒台后皮雷茨基的事迹才得以广泛传播。有关皮雷茨基在奥斯维辛的任务的最早记述大多来自前奥斯维辛的同囚，战后移民到英国的前波兰人，历史学家约瑟夫·加尔林斯基。
皮雷茨基常被媒體和史學家認為是戰爭年代最勇敢的人之一。犹太拉比迈克尔·舒德里奇在《奥斯维辛集中营的志愿者》一书中写道：“当神创造人类的时候，神希望人们都能像已故的皮雷茨基一样。”

## 早年生活
威托德·皮雷茨基，生於歐洛內茨一個愛國的波蘭家庭，歐洛內茨是卡雷里亞的小鎮，鄰近芬蘭邊境，屬俄羅斯帝國管轄。皮雷茨基在維爾諾與歐柳爾受教育，因此他年輕時對於被俄羅斯禁止的波蘭陰謀組織已司空見慣，包括波蘭童軍運動。他後來參與了軍事作戰，在1919年到1920年的波蘭布爾什維克戰爭中對抗布爾什維克分子。1921年，由於缺乏資金，皮雷茨基不得不放棄在維爾諾的史蒂芬巴托里大學美術系的學業，轉而加入國家安全協會。國家安全協會是個半志願性組織，他在這裡待了幾年時間。皮雷茨基才華洋溢，他會寫詩會彈吉他。1926年，他奉派到第二十六輕騎兵團，並且晉升為後被騎兵少尉。他一直維持這個軍階到1941年11月，當時他還在奧斯威辛集中營，但還是晉升為中尉。1944年2月，皮雷茨基晉升為騎兵上尉，這是他最後一次晉升。

## 事蹟
皮雷茨基為了執行波蘭地下組織的秘密任務，自願被送進奧斯威辛集中營。1940年9月，他偷偷跑進囚犯的隊伍中，9月21日到9月22日夜裡，他抵達奧許維茲。他屬於第二批隊伍。並冒用托馬什‧賽拉芬斯基這個名字。他在集中營裡建立軍事組織，提供與流通外部消息、將集中營的重要訊息傳出去。皮雷茨基計劃在集中營內號召起義，但因營中夥伴不斷被送往其他集中營而功虧一簣，在陷於事跡敗露的風險下，於1943年4月利用烘培麵包的理由，與其他兩個囚犯逃脫，他逃脫後的不久，6月，他在新維希尼奇與賽拉芬斯基一家中寫了長達11頁的第一份報告，幾個月後，1943年秋，皮雷茨基在華沙擴充的報告內容，稱為W報告。1945年夏天在義大利服役於英國指揮下的波蘭第二軍期間，他完成了完整的報告；報告中將囚犯的人名或地點，他都用號碼或字母代替，為了是保護這些人和他們的家人。
皮雷茨基逃出集中營後，仍繼續為波蘭家鄉軍進行情報工作，在參與1944年的華沙起義期間，曾獨自一人在華沙持續抵抗德國裝甲部隊達兩個星期之久。二次大戰結束後，皮雷茨基原可留在在義大利協助波蘭軍隊統帥，但當時共產黨已奪取波蘭政權，局勢動盪不安，於是再度回到波蘭為波蘭流亡政府蒐集情資。
皮雷茨基在1947年5月8日被波蘭共產黨逮捕，以從事間諜活動及試圖推翻共產黨政府為由被起訴，經過諸般拷問後，於1948年5月25日在華沙拉科維奇卡街的莫科托夫監獄被處死，屍體被丟棄，至今仍未尋獲。在當時共產黨統治下的波蘭，威托德·皮雷茨基這個名字是不能被提起的政治禁忌，其英雄事蹟也被刻意從波蘭歷史上刪除，直到1989年波蘭共黨垮台後才被平反。
2006年波兰總統莱赫·卡钦斯基授予波蘭最高榮譽「白鷹勳章」。2013年波蘭國防部追封為上校官階。英國歷史學家Michael Foot所著的Six Faces of Courage書中，稱皮雷茨基是二次世界大戰中最勇敢的六人之一。

## 書籍
- 《奧許維茲臥底報告：自願關進納粹集中營的波蘭英雄》 （页面存档备份，存于），2014年2月衛城出版。
- Davies, Norman, , Pan Books, 2004, ISBN 0-333-90568-7
- Foot, Michael Richard Daniell, , , Leo Cooper, 2003, ISBN 0-413-39430-1
- Garliński, Józef, , , Julian Friedmann Publishers, 1975, ISBN 0-904014-09-6
- Lewis, Jon E., , Carroll & Graf Publishers, 1999, ISBN 0-7867-0629-5
- Patricelli, Marco,  [The Volunteer], Laterza, 2010, ISBN 88-420-9188-X （意大利语）
- Piekarski, Konstanty R., , Dundurn Press Ltd., 1990, ISBN 1-55002-071-4
- Staff correspondent, , The Times (London), 5 March 1948: 3
- Tchorek, Kamil, , The Times (London), 12 March 2009  [16 March 2009], （原始内容存档于2011-05-10）
- Wyman, David S., , American Historical Review 81 (5) (American Historical Association), December 1976, 81 (5): 1168–1169, ISSN 0002-8762, JSTOR 1853043, doi:10.2307/1853043

## 外部鏈接
- Witold Pilecki's report from Auschwitz in Polish（页面存档备份，存于） （波兰語）
- Additional reports of Pilecki（页面存档备份，存于） （波兰語）
- 互联网电影数据库（IMDb）上《Operation Auschwitz》的资料（英文）